# Gabriele Stenzinger-Hillardt
Gabriele Stenzinger-Hillardt, Pseudonym G. Eichelberg (* 20. September 1840 in Prag; † 5. März 1913 in Mödling) war eine österreichische Publizistin und Herausgeberin.

## Leben und Wirken
Gabriele Stenzinger-Hillardt, Tochter von Dr. Franz Karl Hillardt (Erfinder der Stigmographie und Erzieher des Fürsten Ferdinand Kinsky) und seit 1891 mit dem Ingenieur des Stadtbauamtes Karl Stenzinger verheiratet, legte –, als der Vater sich in Wien niederließ –, die Lehrerinnen-Prüfung in französischer Sprache ab und besuchte einen Lehrerinnen-Bildungskurs der Ursulinerinnen in Wien. Sie unterrichtete ab 1870 als Arbeitslehrerin an der k.k. Lehrerinnen-Bildungsanstalt in Wien und wurde im Oktober 1870 Prüfungskommissarin für Volks- und Bürgerschulen und 1872 Aufsichtsdame des unter der Leitung von Friedrich Dittes stehenden städtischen Pädagogiums in Wien. Im selben Jahr konnte sie den neuen Direktor an den Übungsschulen des städtischen Lehrerpädagogiums, Martin Godai, für ihre Idee des Massenunterrichts begeistern und diesen daraufhin sehr erfolgreich vorantreiben.
Stenzinger-Hillardt gründete am Pädagogium eine umfangreiche Mustersammlung zu den verschiedensten Handarbeiten. 1893 bis 1899 war sie Präsidentin des Vereins der Industrielehrerinnen und der Lehrerinnen der französischen Sprache in Österreich.

## Publizistisches Werk
1878 redigierte Stenzinger-Hillardt die Arbeitslehrerin. 1886 erschien die erste Auflage von Die Arbeitslehrerin und ihr Pflichtenkreis mit dem Lehrgang der k.k. Lehrerinnen-Bildungsanstalt in Wien und Anschauungsmittel für sämtliche Stufen des Handarbeitsunterrichtes. Seit 1887 war Stenzinger-Hillardt Redakteurin von Frommes Mädchenkalender und wurde Mitherausgeberin der Jahreszeiten, Zeitschrift für die weibliche Jugend.
Stenzinger-Hillardt verfasste außerdem die Anthologie Die weibliche Handarbeit in der Poesie (Hartleben, Wien).

## Auszeichnungen
- Medaille und Diplom während der Weltausstellung in Wien 1873 für den von ihr zusammengestellten Lehrgang der weiblichen Handarbeiten für Lehramtskandidatinnen
- Ehrendiplom und eine Medaille während der Weltausstellung in Chicago 1893 für ihren Leitfaden der Erziehungs- und Unterrichtslehre für Handarbeitslehrerinnen
- Ehrenpreis für gehäkelte Spitzen des Berliner Modenblatts  1879

## Veröffentlichungen
- Heft zum Schnittzeichnen mit Punkten. 8. Aufl. Pichler, Wien o. J. (Signatur der ÖNB: 403.132-C)
- Heft zum Schnittzeichnen. Ohne Punkte. 3. Aufl. Pichler, Wien o. J. (Signatur der ÖNB: 403.133-C)
- Wien! Du schöne Kaiserstadt! Neue Märchen für die Jugend. Kirsch, Wien o. J. (Signatur der ÖNB: 216.700-A)
- Handarbeitskunde für Lehrerinnen-Bildungsanstalten und zum Selbstunterrichte. 2. verb. u. erm. Aufl. Bloch & Hasbach, Wien 1883 ff (Signatur der ÖNB: 193.375-B)
- Die Arbeitslehrerin und ihr Pflichtenkreis. Pichler’s Wtw. u. Sohn, Wien 1887–1888. Bd. 1.2. (Signatur der ÖNB: 194.085-B)
- Die Jahreszeiten. Gabe für die der Schule entwachsene Mädchenwelt. Wien u. Teschen 1887 (Signatur der ÖNB: 187.864-C)
- Fromme's Österreichischer Mädchen-Calender. Wien 1892- (Signatur der ÖNB: 204.999-A)
- Handarbeitskunde für Lehrerinnen-Bildungsanstalten und zum Selbstunterrichte. 5. Aufl. Pichler’s Wtw. u. Sohn, Wien 1895. Bd. 2–4 (Signatur der ÖNB: 193.376-B)
- Kurzgefasster Leitfaden der Erziehungs- und Unterrichtslehre für Handarbeitslehrerinnen. 2. verb. Aufl. Pichler, Wien 1896 (Signatur der ÖNB: 194.102-B)
- Methodik des Handarbeits-Unterrichtes für Lehrerinnen-Bildungsanstalten und zur Fortbildung für Arbeitslehrerinnen an Volks- und Bürgerschulen. 4. ver. Aufl. Mit Anh. ... Von Anna Spolz. Pichler’s Wtw. u. Sohn, Wien 1897 (Signatur der ÖNB: 193.377-B)
- Die Arbeitslehrerin und ihr Pflichtenkreis. 2. Aufl. Pichler’s Wtw. u. S., Wien 1897 (Signatur der ÖNB: 98.212-B)
- Handarbeitskunde für Lehrerinnen-Bildungsanstalten und zum Selbstunterrichte. Das Häkeln. 6. Aufl. Unv. Abdr. der mit hohem k.k. Ministerial-Erlass vom 15. Jan. 1883, Z. 20149 ex 1882 zulässig erkl. 2. Aufl. Pichler, Wien 1899 (Signatur der ÖNB: 402.720-B)
- G. Hillardts Heft zum Schnittzeichnen mit Punkten. 9. Aufl. Pichlers Wtw. & Sohn, Wien 1899 (Signatur der ÖNB: 403.013-C)
- Vittorio Castiglioni. Compendio di pedagogia e didattica ad uso delle maestre di lavori muliebri. Morterra, Trieste 1903 (Signatur der ÖNB: 426.990-B)
- Stigmographie. Ein Beitr. zur Geschichte des Schreib- und Zeichenunterrichtes im 19. Jh. von Grumbkow, Dresden-Blasewitz 1907 (Signatur der ÖNB: 466.632-B)
- Schnittmusterbuch. Anl. zum Schnittzeichnen und Zuschneiden der Wäsche für Volks- und Bürgerschulen. Mit Anh. von Emma Stejskal. 2. verm. Aufl.Tempsky, Wien 1912 (Signatur der ÖNB: 531.199-B)